# Microsoft Courier
Microsoft Courier foi o codinome dado a um tablet PC da Microsoft, cujo lançamento foi referido pela primeira vez em 2008 e cancelado em 2010. O aparelho teria duas telas multi-touch screen de 7 polegadas cada uma,  apresentando-se como um livro e podendo ser fechadas como tal. 
Seria utilizada uma caneta ou o toque dos dedos para dar as devidas ações no software/SO e seria dotado dei uma câmera digital de 3 megapixels com zoom de 4x integrado ao sistema, e a versão final do aparelho deveria ter um sistema inovador de carregamento de bateria .
O projeto foi cancelado em 2010, pois a equipe planejara o aparelho com função de criação de conteúdo e não de obtenção de conteúdo. Bill Gates foi contra a ideia do aparelho - basicamente porque este não previa um gerenciador de e-mail. 